# Федерация футбола Албании
Федера́ция футбо́ла Алба́нии (алб. Federata Shqiptare e Futbollit) — организация, осуществляющая контроль и управление футболом в Албании. Располагается в Тиране. ФФА основана в 1930 году, вступила в ФИФА в 1932 году, а в УЕФА — в 1954 году, сразу после создания организации. Федерация организует деятельность и управляет национальной и молодёжными сборными. Под эгидой федерации проводятся соревнования в чемпионате страны. Женский футбол в Албании не развит.